# Абрамовка (Новосибирская область)
Абра́мовка — упразднённая деревня в Болотнинском районе Новосибирской области. Входила в состав Байкальского сельсовета. Исключена из учётных данных в 2025 году.

## История
Основана в 1923 году. В 1928 году посёлок Абрамовский состоял из 23 хозяйств, основное население — русские. В административном отношении входил в состав Новосельского сельсовета Ояшинского района Новосибирского округа Сибирского края.

## Население
| 2002 | 2007 | 2010 |
| ---- | ---- | ---- |
| 0    | →0   | →0   |

## Инфраструктура
В деревне по данным на 2007 год отсутствует социальная инфраструктура.